# Friedrich Spieser
Friedrich (Fritz) Spieser, seit 1945 meist unter Pseudonym Friedrich Hünenburg, (* 1. Oktober 1902 in Waldhambach, Deutsches Reich; † 23. Februar 1987 in Burg Stettenfels, Untergruppenbach) war ein elsässischer Autonomist, Publizist, Verleger und Mitglied der NSDAP, der sich während des Zweiten Weltkriegs unter anderem für die Angliederung des deutsch besetzten Elsass an das Deutsche Reich einsetzte.

## Leben

### Kindheit und schulische Ausbildung (1902–1926)
Spieser verbrachte als viertes Kind des lutherischen Pastors Hans Spieser seine Kindheit in Waldhambach. 1914 zog die Familie wegen einer Erkrankung des Vaters nach Zabern, wo der Junge das Gymnasium besuchte. Da er 1918 nach der Rückgliederung des Elsass an Frankreich gegen die Einführung des ausschließlich französischsprachigen Unterrichts protestierte, wurde er vom Unterricht ausgeschlossen. Ab 1920 konnte er seinen Schulbesuch zunächst an dem von Bernd Isemann geleiteten privaten Institut Fecht in Kirchheim unter Teck, nach dessen Schließung dann am Reformgymnasium in Stuttgart fortsetzen. Der aus dem Elsass stammende Friedrich Lienhard, Schriftsteller und Wortführer der Heimatkunstbewegung, verhalf ihm zu einer Wohnstelle in einer Ausbildungsstelle für protestantische Geistliche. Dort wurde Spieser in den Bund der Köngener aufgenommen. In dieser Stuttgarter Zeit lernte Spieser auch den ebenfalls aus dem Elsass stammenden Hochschullehrer Paul Schmitthenner kennen, einen Vertreter der Heimatschutzarchitektur, der ihn mit seinen Vorstellungen stark beeindruckte. Nach dem Tod seines Vaters im Februar 1922 kehrte Spieser ins Elsass zurück. Aus dem französischen Militärdienst wurde er aus gesundheitlichen Gründen vorzeitig entlassen. Nach einer zeitweiligen Anstellung als Deutschlehrer an einer privaten protestantischen Schule in Glay (bei Montbéliard) und einem längeren Sanatoriumsaufenthalt arbeitete er als Hauslehrer der Adelsfamilie Ingelheim auf Burg Gamburg und Schloss Mespelbrunn. In Abendkursen bereitete er sich auf das Abitur vor und erhielt 1926 auf Fürsprache eines elsässischen Gönners durch das französische Unterrichtsministerium die Anerkennung seines Abschlusses.

### Studienzeit und autonomistische Aktivitäten im Elsass der Vorkriegszeit (1926–1939)
Spieser schrieb sich danach zunächst an der Theologischen Fakultät der Universität Straßburg ein. Da er es aber als „Bildungsschwindel“ ansah, als deutschsprachiger Elsässer in französischer Sprache im Elsass lutherische Theologie zu studieren, wechselte er an die Universität Grenoble, hörte dort von 1928 bis 1929 verschiedene philologische Vorlesungen und erwarb den akademischen Grad licence ès lettres.
Am 26. April 1926 gründete Spieser im Elsass den Wanderbund Erwin von Steinbach, elsässische Jugendwanderer (häufig auch kurz Erwinsbund genannt), der mit Jugendlichen Wanderungen, Musik-, (deutschsprachige) Gesangs- und Volkstanzveranstaltungen durchführte, vor allem im nördlichen Elsass und im Bitscher Land. Außerdem gab diese Vereinigung eine Sammlung deutschsprachiger Volkslieder heraus. Vorbilder für den Erwinsbund waren vor allem der Wandervogel und die Bündische Jugend in Deutschland. Wie andere deutschsprachige und autonomistische Vereine im ehemaligen Reichsland Elsaß-Lothringen wurde auch der Erwinsbund vom deutschen Außenministerium über Mittelsmänner finanziell unterstützt.
1930 kehrte Spieser nach Deutschland zurück, immatrikulierte sich an der Universität Göttingen und hörte insbesondere bei Herman Nohl, einem der Jugendbewegung nahestehenden Pädagogen und Philosophen. An der Universität Marburg wurde Spieser schließlich bei dem Germanisten und Volkskundler Kurt Wagner mit einer Arbeit über die Entwicklung des Volksliedes zum Dr. phil. promoviert, die sich stark auf die Forschungen des katholischen Priesters und Lothringer Volkskundlers Louis Pinck bezog. Im August 1931 heiratete Spieser Agnes Eleonore zu Dohna-Schlobitten  (* 11. Mai 1906; †  23. Dezember 1988), eine Tochter von Richard zu Dohna-Schlobitten, die er beim Studium in Göttingen kennengelernt hatte. Der Ehe entstammten sechs Kinder.
Ende der 1920er Jahre war Spieser bei einer Wanderung auf die Ruine der Hüneburg bei Dossenheim (Elsass) gestoßen, die ihn sehr anzog. Anfang der 1930er Jahre versuchte Spieser sie mit den finanziellen Mitteln seiner begüterten Frau zu erwerben, aber sie konnten angeblich ihre Mittel nicht aus Deutschland ausführen. Daher sprang der Hamburger Kaufmann Alfred Toepfer mit seiner Stiftung F. V. S. (heute: Alfred-Toepfer-Stiftung F. V. S.) ein. Er traf sich mehrfach mit Spieser und lieh ihm den Betrag von 60.000 französischen Franc für den Erwerb des Grundstücks, der am 17. September 1932 vonstattenging. Beim Ausbau der Ruine fand er weitere Geldgeber, so den Volksbund für das Deutschtum im Ausland und baute die Hüneburg 1934 bis 1935 aus, erschwert durch Schikanen der französischen Behörden. Diese konnte Spieser etwas neutralisieren, indem er auf der Hüneburg eine Wanderherberge einrichtete, die dem offiziellen französischen Jugendherbergsverband (L.F.A.J.) angeschlossen wurde. Spieser war auch sonst gelegentlich knapp bei Kasse und bat Toepfer um Geld. 1937 begann Spieser in dem von ihm begründeten Hünenburg-Verlag mit Unterstützung durch Toepfer die Herausgabe der Straßburger Monatshefte. Zeitschrift für das deutsche Volkstum am Oberrhein, einer Zeitschrift für regionalistische Literaten und Künstler. Seine kulturpolitischen Aktivitäten führten immer wieder zu heftigen Angriffen in der französischsprachigen Presse des Elsass.

### Erstes Exil in Deutschland (1939–1940)
Mit der Verschärfung der politischen Situation in Zusammenhang mit der Sudetenkrise wurde Spieser wegen des Verdachts auf Spionage für Deutschland verhört und die Hüneburg polizeilich durchsucht. Nach der „Zerschlagung der Rest-Tschechei“ (s. Münchner Abkommen) durch die Wehrmacht wurden im Rahmen der Maßnahmen der Regierung Daladier gegen elsässische Autonomisten schließlich auch die Straßburger Monatshefte ebenso wie der Erwinsbund am 21. April 1939 verboten. Spieser wurde vor einer Verhaftung durch die französischen Behörden gewarnt und floh über Luxemburg zur Familie seiner Frau nach Ostpreußen. Nach Beginn des Zweiten Weltkriegs richtete Spieser am 10. September 1939 einen langen Brief an Hitler, in dem er ihn bat, das Elsass zu befreien und ihm nach dem Vorbild von Böhmen und Mähren den Status eines Reichsprotektorats zu verleihen. Während des Drôle de guerre richtete Spieser Denkschriften an den Gauleiter von Baden und das Oberkommando der Wehrmacht, in denen er Einschätzungen zur Stimmung der elsässischen Soldaten in der französischen Armee und Ratschläge zur Behandlung der elsässischen Bevölkerung nach der bevorstehenden Besetzung gab. Am 5. Juni 1940 wurde der französische Staatsangehörige Spieser von einem französischen Militärgericht in Nancy wegen Hochverrats in Abwesenheit zum Tode verurteilt.

### Aktivitäten im besetzten Elsass (1940–1944)

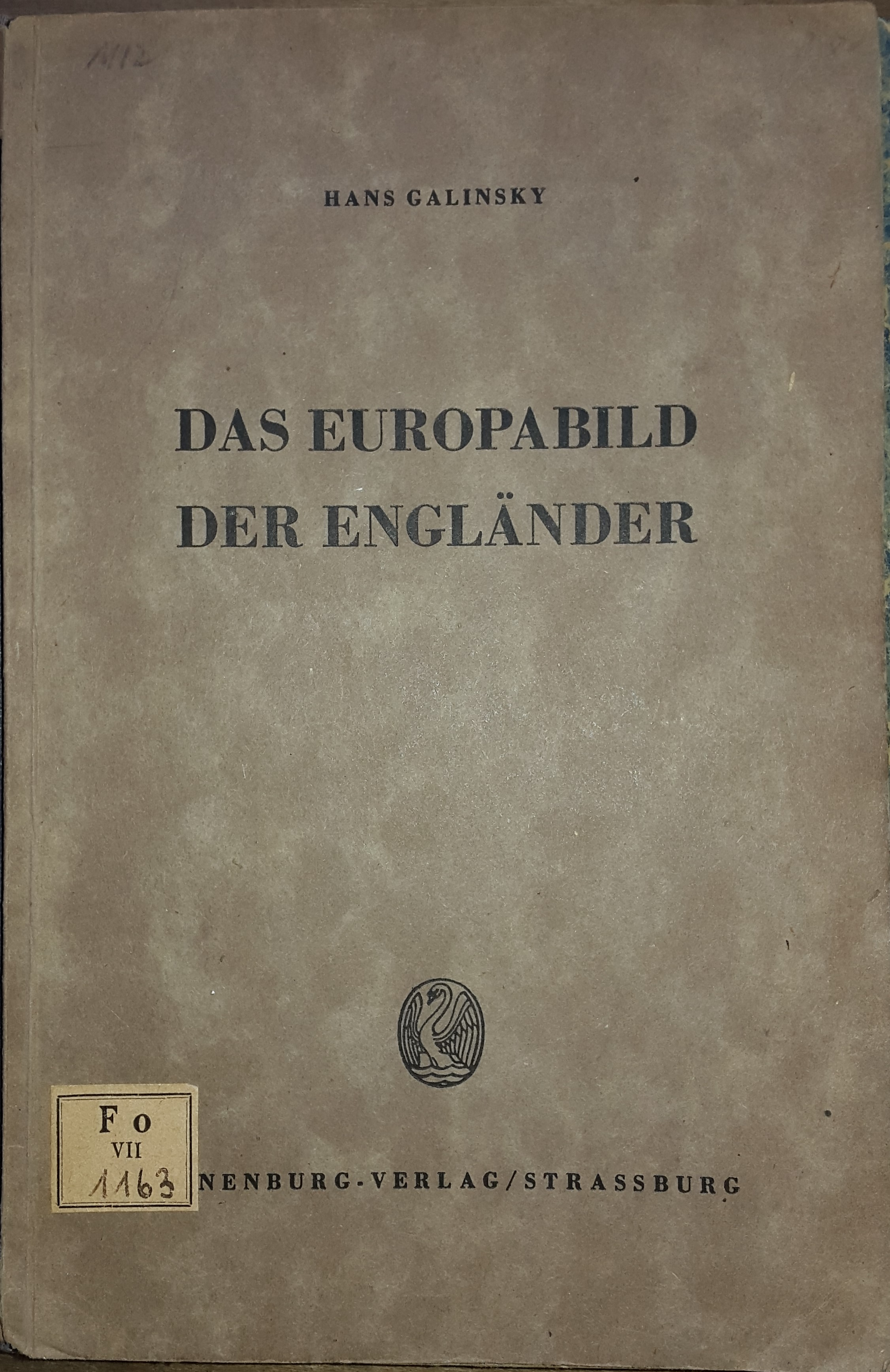
Spieser benannte seinen Verlag als Hünenburg-Verlag (hier 1942)

Nach der Besetzung des Elsass durch deutsche Truppen kehrte Spieser als Angehöriger der Wehrmacht zurück. Er beteiligte sich an den Aktivitäten einer Organisation, die der elsässischen Bevölkerung die nationalsozialistische Weltanschauung näherbringen sollte (Elsässischer Hilfsdienst). Obwohl er damals noch nicht Mitglied der NSDAP war, wurde er am 7. September 1940 von Heinrich Himmler anlässlich eines Besuchs auf der Hünenburg zum SS-Sturmbannführer ernannt. Ende November 1940 war Spieser führendes Mitglied einer Delegation elsässischer Autonomisten, die in Berlin von führenden Nationalsozialisten empfangen wurde. Auf die Hüneburg, die beschlagnahmt und von französischen Truppen stark beschädigt worden war, wurde der Leichnam von Karl Roos überführt. An der feierlichen Beisetzung nahmen Formationen des Elsässischen Hilfsdienstes, dessen Nachfolgeorganisation Opferring Elsaß und Einheiten der neugegründeten elsässischen Hitlerjugend teil, die meist aus dem Erwinsbund stammten. Spieser gründete 1940 in Straßburg zusammen mit einer Buchhandlung seinen Hünenburg-Verlag wieder, genannt nach der Hünenburg, in dem auch wieder seine Straßburger Monatshefte erschienen. Das Unternehmen florierte bis 1944. Ab diesem Zeitpunkt rückten die Straßburger Monatshefte, die sich zuvor mit der heimatverbundenen Literatur befassten, in die Nähe der nationalsozialistischen Ideologie.

### Zweites und endgültiges Exil in Deutschland (1944–1987)

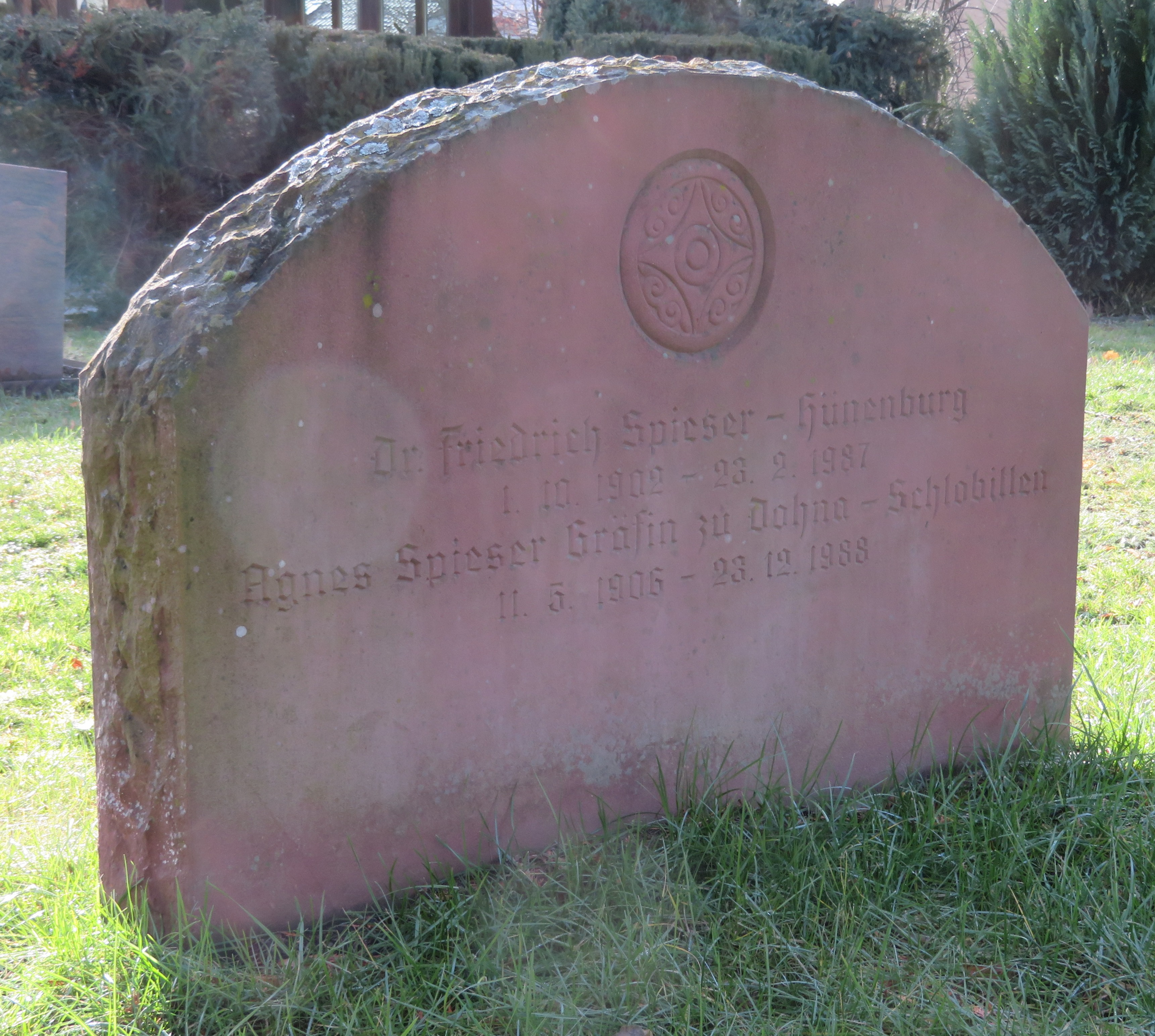
Spiesers Grabstein

Ab September 1944 hielt sich Spieser mit seiner Familie dann überwiegend bei Verwandten seiner Frau in Deutschland auf und kam nur noch tageweise ins Elsass zurück. 1945 gelang es ihm auf der Flucht durch Deutschland, sich unter falschem Namen der Gefangennahme durch amerikanische und später sowjetische Truppen zu entziehen. Wegen aktiver Kollaboration mit dem NS-Regime wurde er ab September 1945 von der französischen Justiz gesucht. Sein Aufenthaltsort während der nächsten Jahre ist nicht eindeutig bekannt: Während Spieser selbst später von einem Aufenthalt in Schweden berichtete, gibt es Vermutungen, dass er sich auf Schloss Lich versteckt hielt. Am 4. September 1947 wurde Spieser von einem Gericht in Straßburg in Abwesenheit zum Tode verurteilt. Die beschlagnahmte Hünenburg wurde zu Gunsten des französischen Staates enteignet und später verkauft. 1952 veröffentlichte Spieser in seinem wiederbelebten Hünenburg-Verlag (Stuttgart) seine Memoiren. 1957 erwarb er die Burg Stettenfels bei Heilbronn. Die teilweise verfallene Burg wurde restauriert und zu einem Begegnungszentrum, in dessen Räumlichkeiten neben Familienfeiern auch Dichterlesungen, Gesangsdarbietungen und Konferenzen (unter anderem der Erwin-von-Steinbach-Gesellschaft, benannt nach dem Baumeister Erwin von Steinbach) stattfinden konnten. Diese Nutzung erinnerte ebenso wie manche Bauelemente an die Hünenburg. Nach längerer Krankheit verstarb Spieser am 23. Februar 1987 und wurde auf dem Friedhof von Untergruppenbach beigesetzt.

## Spiesers politische Vorstellungen
Spieser war durch seinen Vater geprägt, der sich neben seinem geistlichen Amt als Dialektforscher und vergleichender Linguist betätigte und für die Deutschsprachigkeit des Reichslandes Elsaß-Lothringen einsetzte. Friedrich Spiesers Denken bezog sich in Fortführung dieser familiären Tradition auf politische Begriffe der deutschen Romantik wie Volkstum und Volksgeist. Volks- und Brauchtumspflege waren für ihn von hoher Bedeutung, um die „wurzellosen“ Industriearbeiter und Intellektuellen der Großstädte in die „Volksgemeinschaft“ zurückzuführen, deren Idealbild das „unverbrauchte und bodenständige“ Bauerntum war. Auch Spiesers intensive Beschäftigung mit Familienforschung diente dieser Suche nach den eigenen Wurzeln.
In den 1920er Jahren wurde Spieser in seiner Schulzeit durch bürgerlich-konservative Künstler im Umfeld des Architekten Paul Schmitthenner ebenso wie durch die Jugendbewegung beeinflusst und begeisterte sich für deren Idee einer Umwandlung von herrenlosen Burgen in Jugendherbergen. Seine Tätigkeit als Hauslehrer in adligen Häusern verstärkte noch diese Begeisterung und seine Faszination durch den traditionsbewussten deutschen Adel, den er ebenso idealisierte wie die Bauernschaft. Bei seiner ersten Rückkehr ins Elsass fand Spieser rasch Anschluss an „heimattreue“ (d. h. regionalistische bzw. autonomistische) Kreise, ohne sich jedoch parteipolitisch zu binden. Er widmete sich vielmehr aktiv der Brauchtumspflege (Erwinsbund). Während des anschließenden Studiums in Deutschland suchte und fand Spieser Bestätigung für seine Überzeugungen. Nach der Studienzeit wieder ins Elsass zurückgekehrt, verstärkte er seine Aktivitäten im Erwinsbund und begann, die Hünenburg zu einem Begegnungszentrum für Gleichgesinnte zu machen. Auch seine herausgeberische Tätigkeit in dieser Zeit diente dem Zweck, das deutsche Volkstum beziehungsweise die elsässische Kultur im Elsass zu erhalten und zu stärken (v. a. Elsaß-Lothringer neuer Heimat-Kalender und die Straßburger Monatshefte). 1932 war Spieser an der Gründung der Elsaß-lothringischen Jungmannschaft beteiligt. Diese Vereinigung orientierte sich in ihrem öffentlichen Auftreten zunächst an bündischen, später aber immer mehr an nationalsozialistischen Vorbildern, vertrat separatistische Ziele und äußerte sich in ihren Veröffentlichungen antiliberal, antiparlamentarisch, antikapitalistisch und antimarxistisch.
Schon 1932 begann sich Spieser für „Volksmedizin“ zu interessieren und beschäftigte sich mit  Augendiagnostik, Magnetopathie, Wünschelrutengängern und Astrologie. Da er diese okkulten Erscheinungen für wissenschaftswürdig hielt, begrüßte er die Einrichtung eines Instituts für Psychologie und klinische Psychologie an der Medizinischen Fakultät der Reichsuniversität Straßburg und unterstützte das Institut 1942 mit einer namhaften Summe als Hünenburg-Stiftung. Den Leiter des Instituts, den Psychologen und Parapsychologen Hans Bender, regte Spieser zu Forschungen über das Wünschelrutengehen an.
Im deutsch besetzten Elsass galt Spieser als einer der führenden Kulturpolitiker. Der Sicherheitsdienst des Reichsführers SS (SD) schätzte Spieser als „politisch unbedingt zuverlässig“ ein. Am 1. Januar 1942 wurde er Mitglied der NSDAP. Zur  „Neuordnung Europas“ im Sinne der NS-Propaganda entwickelte Spieser den Plan, bei der Umgestaltung Westeuropas an das burgundische Reich Karls des Kühnen anzuknüpfen. Er trat für eine Zerschlagung Frankreichs auf ethnischer Grundlage ein: Lothringen, Burgund und Savoyen sollten dem Deutschen Reich zugeschlagen werden, obwohl die beiden letzten nie deutschsprachig waren. Das Elsass sollte direkt ins Deutsche Reich integriert werden, aber seine „alemannische Besonderheit“ bewahren. Seine regionalistische Position brachte Spieser zeitweilig in Gegensatz zur Politik des badischen Gauleiters und Chefs der Zivilverwaltung im Elsass, Robert Wagner, der im Zuge seiner Germanisierungspolitik massive Umsiedlungen von Elsässern und Lothringern in den Osten anstrebte.
In seiner 1952 veröffentlichten, über 1000-seitigen autobiographischen Erzählung Tausend Brücken schilderte Spieser seinen Werdegang und blieb dabei in der Schilderung seiner politischen Aktivitäten sehr subjektiv-beschönigend und lückenhaft. Seine Frau als Herausgeberin zeichnete im Vorwort von ihm das Bild eines überzeugten Europäers, der Brücken zwischen Deutschland und Frankreich bauen und mit seinen Worten und Taten nur eine friedliche Koexistenz beider Staaten ermöglichen wollte.

### Beurteilung
„Die Vorstellungen, die zu verbreiten er sich bemühte, entstammen dem weiten Bereich brauchtumspflegerischer prä-nationalsozialistischer Strömungen, wie wir sie auch in Deutschland kennen. Aber wie alle Personen, Bünde und Institutionen, die in diesem Bereich siedelten, gerieten auch Friedrich Spieser, die Jungmannschaft und der Hünenburg-Verlag schnell in den Sog des totalitären Nationalsozialismus. Die Polemik gegen einzelne Maßnahmen der Nationalsozialisten, wie sie hier und da in den Straßburger Monatsheften und in Briefen ihres Herausgebers zum Ausdruck kam, erscheint in gewissem Sinn als eine Wiederholung der Auseinandersetzungen, die vor oder kurz nach 1933 zwischen ‚völkischen‘ und ähnlichen Kreisen einerseits und der NSDAP andererseits auch in Deutschland stattgefunden haben.“

Spiesers autonomistischer Standpunkt, die regionale Identität des Elsass gegen eine „hochdeutsche“ Gleichschaltung zu verteidigen und die zum Beispiel in seine Polemiken gegen den Mundarterlass der Nationalsozialisten mündete, führte 1941 zum Verbot der Straßburger Monatshefte durch die deutsche Regierung.

## Veröffentlichungen (Auswahl)
Bücher und Beiträge:
- Frau Nachtigall: Volkslieder vom 12. Jahrhundert bis zur Gegenwart. Hrsg. mit Carl Reyß, Lami, Straßburg 1928.
- Das Leben des Volksliedes im Rahmen eines Lothringerdorfes: Hambach, Kreis Saargemünd. Konkordia, Bühl (Baden) 1934 (Bausteine zur Volkskunde und Religionswissenschaft, 8).
- Kampfbriefe aus dem Elsass. Mit einem Geleitwort von Robert Ernst Volk und Reich, Berlin 1941.
- Das Elsaß gegen Frankreich. Als Ms. gedruckt. Amt Politische Erziehung des Reichsstudentenführers der NSDAP, München 1941. Teil der Beiträge zur auslandskundlichen und außenpolitischen Schulung der Kameradschaften des NSD.-Studentenbundes.
- Der Elsässer. In: Otto Meissner (Hrsg.): Deutsches Elsaß. Deutsches Lothringen. Ein Querschnitt aus Geschichte, Volkstum und Kultur. Otto Stolberg, Berlin 1941, S. 66–85.
- Die Ehre des Elsasses. In: Straßburger Monatshefte. Zeitschrift für das deutsche Volkstum am Oberrhein. Nr. 4. Hünenburg Verlag, Straßburg 1942.
- Das Elsaß – Schönes deutsches Land am Oberrhein. Mit einem Geleitwort von Robert Ernst, 1. Auflage. Verlag Volk und Reich, Berlin/Prag/Wien 1942. Zweite Auflage hrsg. Deutsches Auslandsinstitut Stuttgart. Verlag Volk und Reich, Amsterdam (Berlin / Prag / Wien) 1943.
- Tausend Brücken: Eine biographische Erzählung aus dem Schicksal eines Landes. Hünenburg Verlag, Heilbronn 1952.
- Und dennoch rauscht der Wald. Hünenburg-Verlag, Stuttgart 1952.
- Volkslied in Stein (umspielt von kontrapunktischen Gedanken). Hünenburg-Verlag, Heilbronn 1956.

Zeitschriftenherausgeber:
- Strassburger Monatshefte – (ab Nr. 4/1940 mit dem Untertitel) Zeitschrift für das deutsche Volkstum am Oberrhein. Erscheinen von 1937 bis Heft 8/1944, Verlag Hünenburg, Straßburg (Postverlagsort Zabern (Elsaß)).